# Minniza babylonica babylonica
Minniza babylonica babylonica es una subespecie de arácnido del orden Pseudoscorpionida de la familia Olpiidae.

## Distribución geográfica
Se encuentra en Irán Arabia Saudita.